# Jürgen Kröger

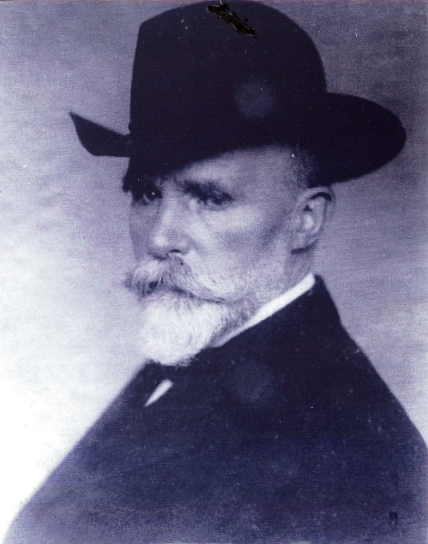
Jürgen Kröger

Jürgen Kröger (* 16. November 1856 in Haale; † 27. Februar 1928 in Innien) war ein deutscher Architekt, er trug den Titel „(kaiserlicher) Baurat“ und ist vor allem als evangelischer Kirchenbaumeister bekannt. Der Heimatdichter Timm Kröger war sein Onkel.

## Leben
Nach dem Besuch der Dorfschule in Haale musterte Kröger wahrscheinlich 1872 in Breiholz als Schiffsjunge an. Von der Seekrankheit geplagt, kehrte er der Seefahrt schnell wieder den Rücken zu und begann 1873 eine Lehre bei Zimmermeister Göttsche in Vaasbüttel. Nach der Ausbildung besuchte Kröger 1875/76 das Wintersemester die Vorklasse IV der Baugewerkschule in Eckernförde, die für Schüler ohne Abschluss an einer weiterführenden Schule eingerichtet wurde. Nach Durchlaufen der ersten drei Klassen fand er im Sommer 1878 eine Anstellung bei einem Zimmermeister in der Schweiz. Die 1. Klasse der Bautechnikerschule in Eckernförde absolvierte er im Sommer 1880 und bestand die Abschlussprüfung "mit Auszeichnung".
Danach arbeitete er als Bautechniker in einer Bauabteilung des Kriegsministeriums in Hamburg-Altona, bevor ihn der bekannte Architekt Johannes Otzen 1882 in sein Büro nach Berlin holte. Nach einer Zusammenarbeit mit Hans Abesser von 1888 bis 1893 im Architekturbüro Abesser & Kröger arbeitete Jürgen Kröger danach ohne Partner selbständig in Berlin und erstellte in den folgenden Jahrzehnten vor allem zahlreiche evangelische Kirchen, zu Beginn bevorzugt im neogotischen Stil. Zu seinen größten Erfolgen zählte der Bau des Hauptbahnhofes von Metz und der neuen Oberpostdirektion von Metz. Kaiser Kaiser Wilhelm II. ernannte Kröger zum kaiserlichen Baurat. Nach ihrem Studium arbeiteten Peter Jürgensen und Jürgen Johannes Bachmann von 1898 bis 1902 im Büro Jürgen Krögers mit. Beide waren danach zwischen 1903 und 1918 im bekannten Berliner Architekturbüro Jürgensen & Bachmann assoziiert. 
Verheiratet war Jürgen Kröger mit Friederike Boie. Die Ehe blieb kinderlos. Nach dem Ersten Weltkrieg zog Jürgen Kröger zurück in seine Heimat und ließ sich in Innien nieder, um seinen Ruhestand zu genießen. Durch die Inflation hatte er einen Großteil seines Vermögens verloren und setzte sich erneut ans Reißbrett. Er entwarf neben Wohn- und Bauernhäusern auch die Ehrenmale in Gnutz und Aukrug-Innien. 1923 baute Kröger den Kirchturm in Innien, sein 25. Turmbau. Es folgten noch die Wohnhäuser von Timm Kröger und Wilhelm Kröger in Elmshorn. Am 27. Februar 1928 starb Jürgen Kröger im Alter von 72 Jahren.

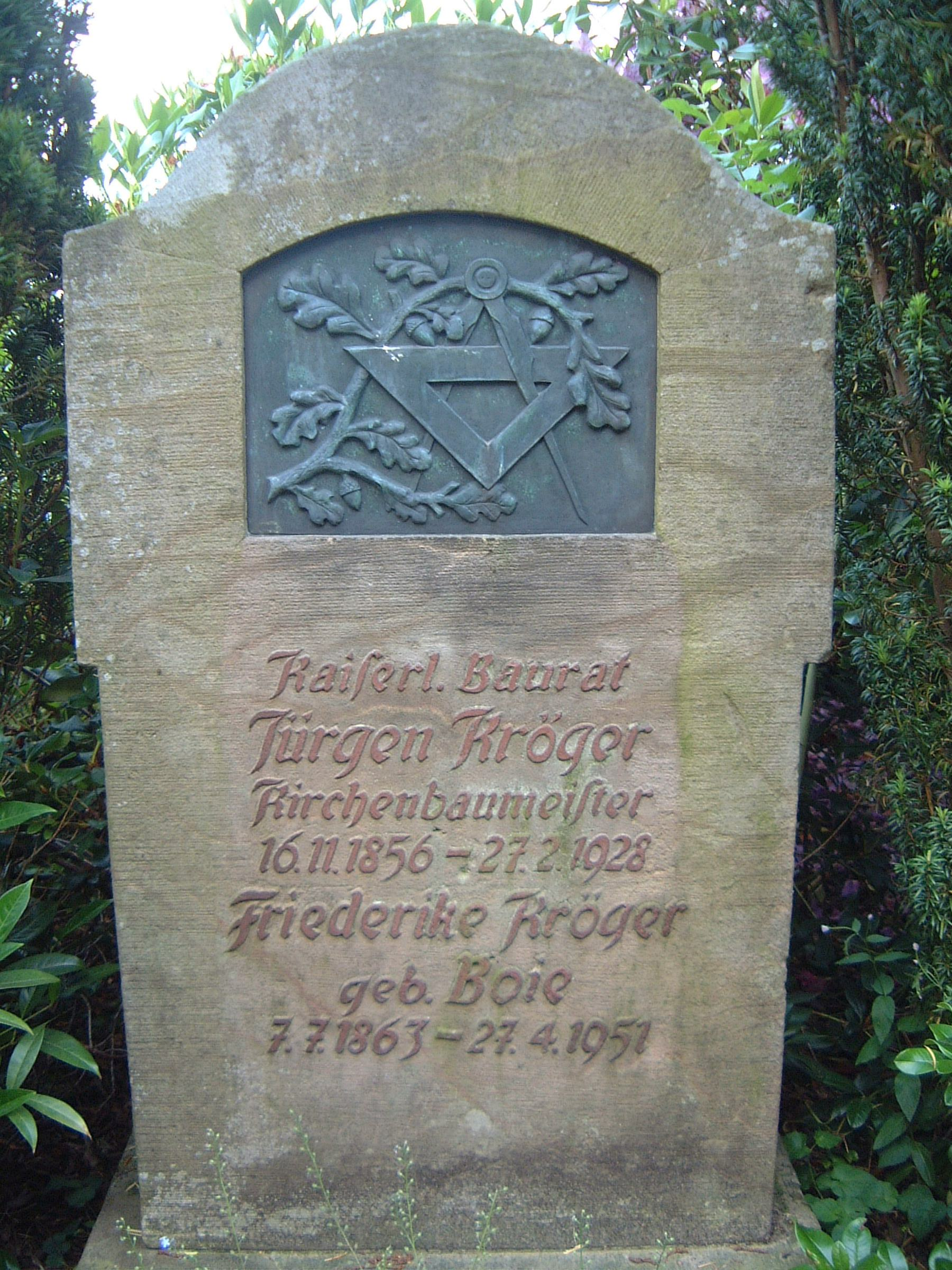
Grabstein auf dem Friedhof in Aukrug

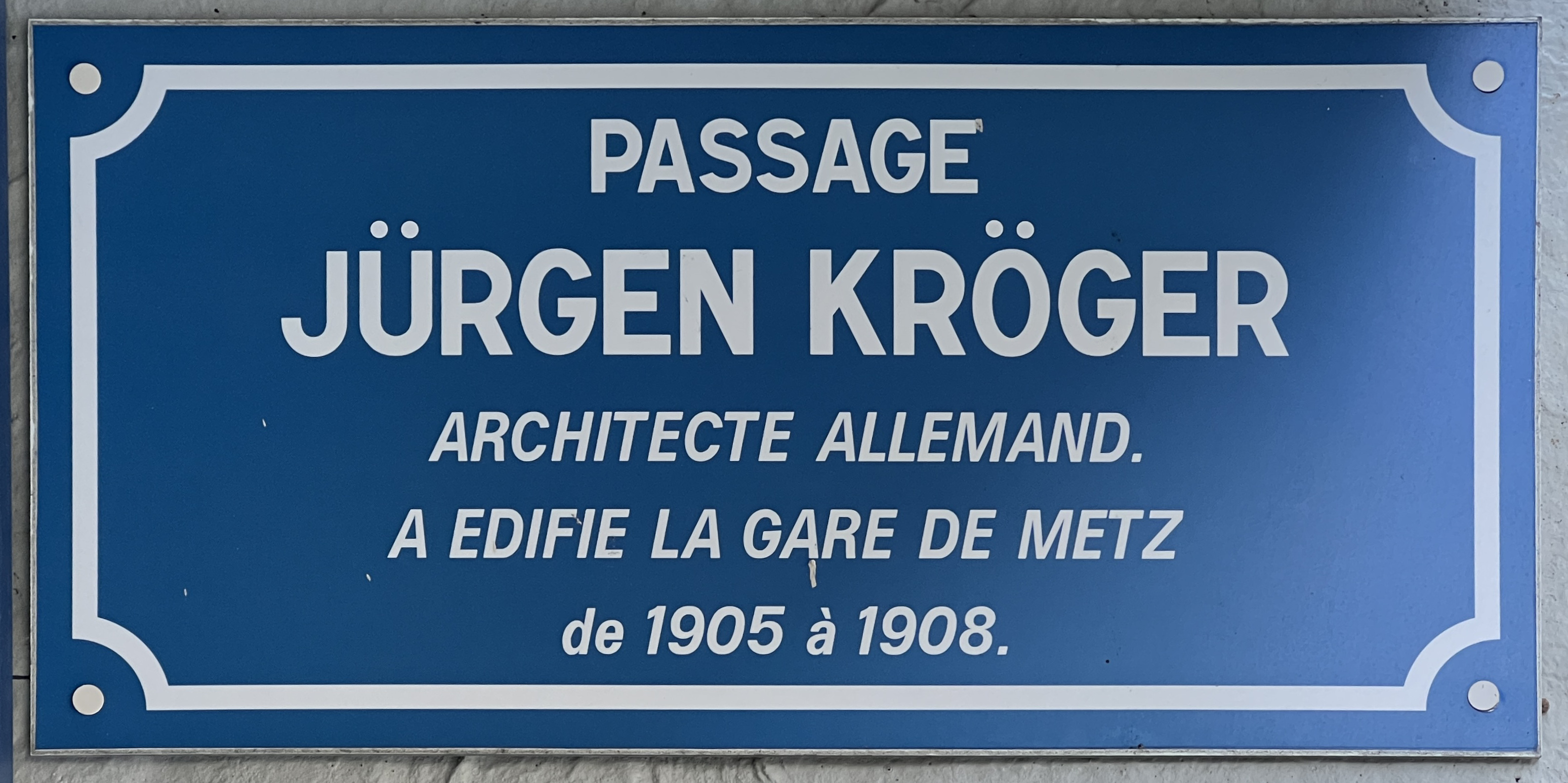
Jürgen-Kröger-Passage auf dem Bahnhof in Metz

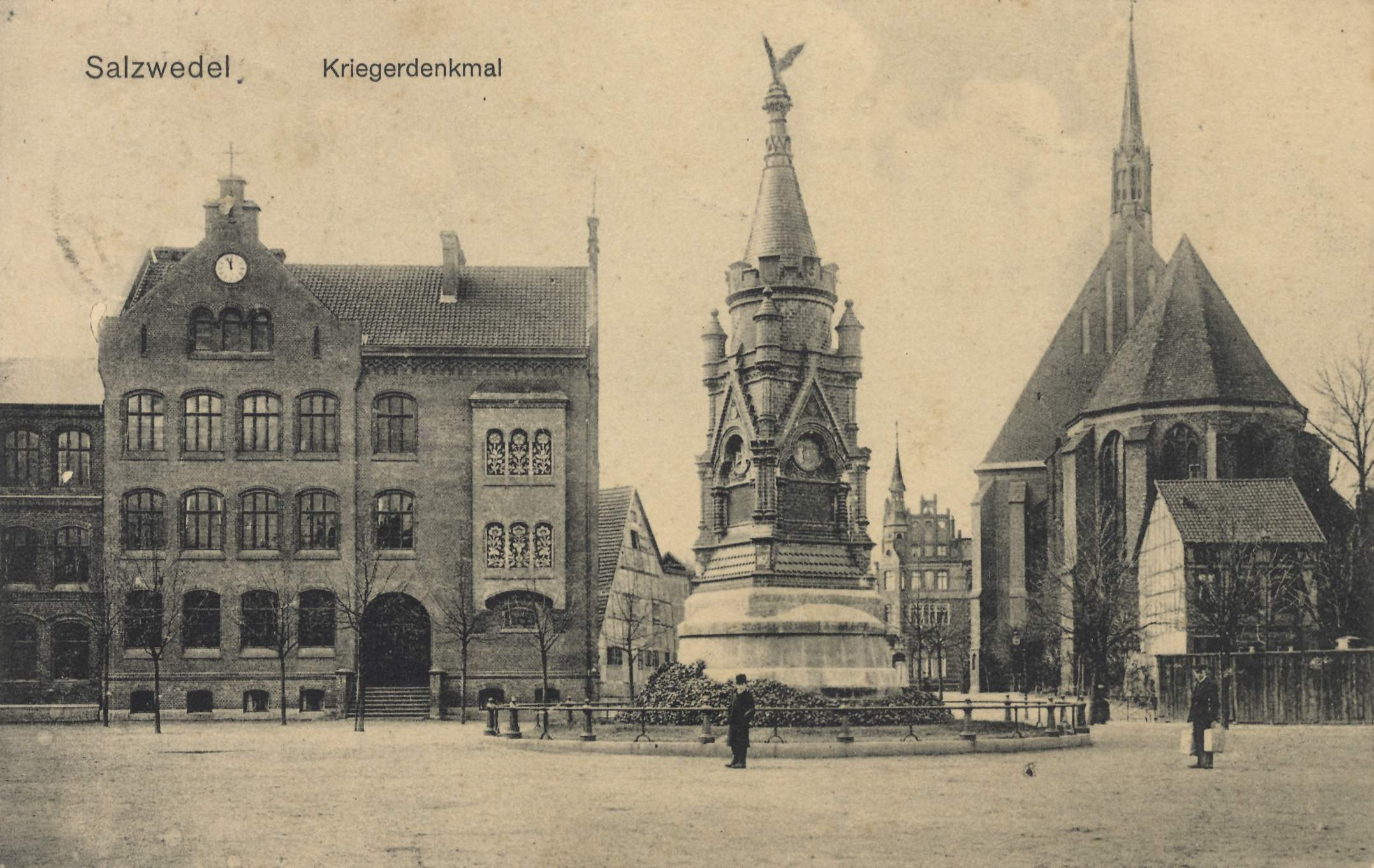
Kriegerdenkmal in Salzwedel, eingeweiht 1901

## Werk
- 1888–1891: Schloss Sommerswalde unweit von Schwante, Gemeinde Oberkrämer (gemeinsam mit Hans Abesser)
- 1889(?): Wettbewerbsentwurf für die evang. Garnisonskirche in Straßburg (unprämiert)
- 1889: Wettbewerb, ausgeführt 1891–1893: Moritzkirche mit Pfarr- und Gemeindehaus, Leipziger Straße, Zwickau (gemeinsam mit Hans Abesser)
- 1891–1892: Glogauer Synagoge, Wingenstraße, Glogau (Niederschlesien)
- 1892: Evangelisches Vereinshaus, Dessau
- 1892: Landhaus für eine Familie in der Villenkolonie, Berlin Charlottenburg-Wilmersdorf, Stadtteil Grunewald, Wettbewerbsentwurf (kein Preis, aber Vereinsandenken), nicht ausgeführt (in Zusammenarbeit mit Architekt Hans Abesser)[2]
- 1892: Wettbewerb, ausgeführt 1893–1895: Markuskirche, Theodor-Körner-Platz, Chemnitz-Sonnenberg (gemeinsam mit Hans Abesser)
- 1892–1894 (–1896?): Lutherkirche, Lutherstraße, Breslau (1945 von der Wehrmacht gesprengt)
- 1893/1894: Wettbewerb, ausgeführt 1895–1897: Trinitatiskirche, Lutherplatz, Riesa a. d. Elbe
- 1894: Wettbewerbsentwurf für die Christuskirche in Mainz (gemeinsam mit Johannes Otzen, preisgekrönt, nicht ausgeführt)
- 1895: Wettbewerbsentwurf für das Rathaus in Stuttgart (geehrt)
- 1895: Kriegerdenkmal für die Gefallenen der Einigungskriege 1864, 1866 und 1870/71, Salzwedel (1901 enthüllt)
- 1897: Wettbewerbsentwurf für ein Bismarck-Nationaldenkmal in Schleswig-Holstein (2. Preis)
- 1897–1899: Rathaus Friedrichshagen, Berlin-Friedrichshagen
- 1898–1901: Christuskirche, Breslau (im Zweiten Weltkrieg zerstört)[3]
- 1898–1900: Michaeliskirche in Bremen (1944 kriegszerstört)
- 1898–1901: Jacobikirche, Wettiner Platz, Dresden (nach Kriegsschäden Ruine bis 1955 beräumt)
- 1899: Wettbewerbsentwurf für die Taborkirche in Leipzig-Kleinzschocher (1. Preis, jedoch nach verändertem Entwurf von Arwed Roßbach und Richard Lucht ausgeführt)
- 1900: Wettbewerbsentwurf für den Hauptbahnhof in Hamburg („ehrenvolle Auszeichnung“)
- 1901–1903: Nathanaelkirche, Grazer Platz, Berlin-Schöneberg-Friedenau (gemeinsam mit Pohl)
- 1901–1903: Ansgarkirche, Holtenauer Straße, Kiel
- 1901–1903: Christophoruskirche, Bölschestraße, Berlin-Köpenick-Friedrichshagen
- 1901–1904: Erlöserkirche, Benderplatz, Breslau (kriegszerstört)
- 1901–1905: Brüderkirche, Obermarkt, Altenburg (Thüringen)
- Wettbewerb 1902, ausgeführt 1906–1908: Bugenhagenkirche, Hohenzollernplatz, Stettin
- 1902: Wettbewerbsentwurf für das Rathaus in Kassel (2. Preis)
- 1901–1903: Garnisonkirche, Peterstraße, Oldenburg
- 1902–1906: Erweiterung des Rathauses, Görlitz
- 1902–1903: Toranlage und Verwaltungsgebäude auf dem Friedhof der Luther- und Kreuzgemeinde, Berlin-Lankwitz
- 1903: Grabanlage Eltsching, Berlin-Kreuzberg[4]
- 1904–1906: Epiphanienkirche, Epiphanienweg, Berlin-Charlottenburg-Westend
- 1904–1906: Melanchthonkirche am Urban, Berlin-Kreuzberg (1944 kriegszerstört)
- 1905–1908: Zwinglikirche, Rudolfplatz, Berlin-Friedrichshain
- Wettbewerb 1905, ausgeführt 1906–1908: Empfangsgebäude und Nebenanlagen des Hauptbahnhofs, Metz (Reichsland Elsaß-Lothringen, damals Deutsches Reich)
- 1906–1908: Pfingstkirche, Petersburger Platz, Berlin-Friedrichshain (gemeinsam mit Baurat Gustav Werner) (Chor kriegszerstört)
- 1907: Wettbewerbsentwurf für den Hauptbahnhof Leipzig (einer von zwei 1. Preisen) (ausgeführt nach dem anderen 1. Preis von Lossow und Kühne)
- 1908–1911: Postamt, Place Mangin, Metz
- 1909–1910: Neue evangelische Kirche, Ratibor (Oberschlesien)
- 1910–1911: Evangelische Kirche Alt-Lietzow, Lietzow, Berlin-Charlottenburg (1943 kriegszerstört)
- 1911: Evangelische Kirche Alt-Tegel mit Gemeindehaus, Alt-Tegel, Berlin-Reinickendorf-Tegel
- 1912: Kunsthalle Wilmersdorf, Berlin-Wilmersdorf[4]
- 1921: Ehrenmal für die Gefallenen des Ersten Weltkrieges, Gnutz (Am Totensonntag 1921 eingeweiht)[5]
- 1921: Hofanlage mit Altenteilerhaus im Quellengrund Nr. 2 und 3, Jahrsdorf
- 1922: Ehrenmal für die Gefallenen des Ersten Weltkrieges, Aukrug[6]
- 1923: Kirchturm der Evangelischen Kirche Aukrug
- 1923: Transformatorenhaus, Aukrug-Innien[4]
- 1923: Ehrenmal für die Gefallenen des Ersten Weltkrieges, Langwedel (Holstein)[7]
- 1923: Ehrenhalle für die Gefallenen des Ersten Weltkrieges, an der Kirche in Schenefeld (Kreis Steinburg)[8]
- 1923: Wohnhaus Timm Kröger, Elmshorn[4]
- 1923: Wohnhaus Wilhelm Kröger, Haale[4]
- 1923: Wohnhaus Thun, Glüsing[4]

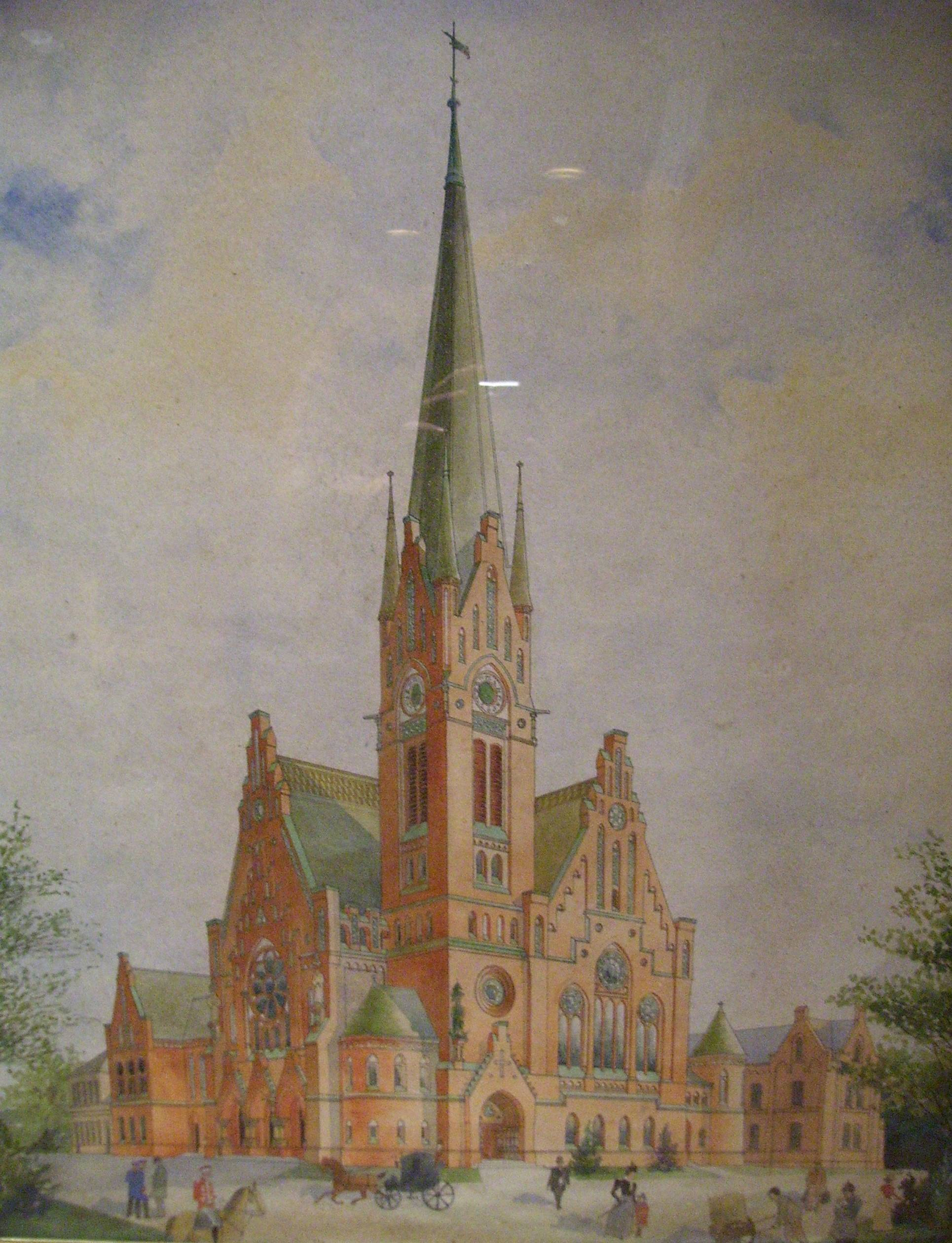
St.-Michaelis-Kirche in Bremen
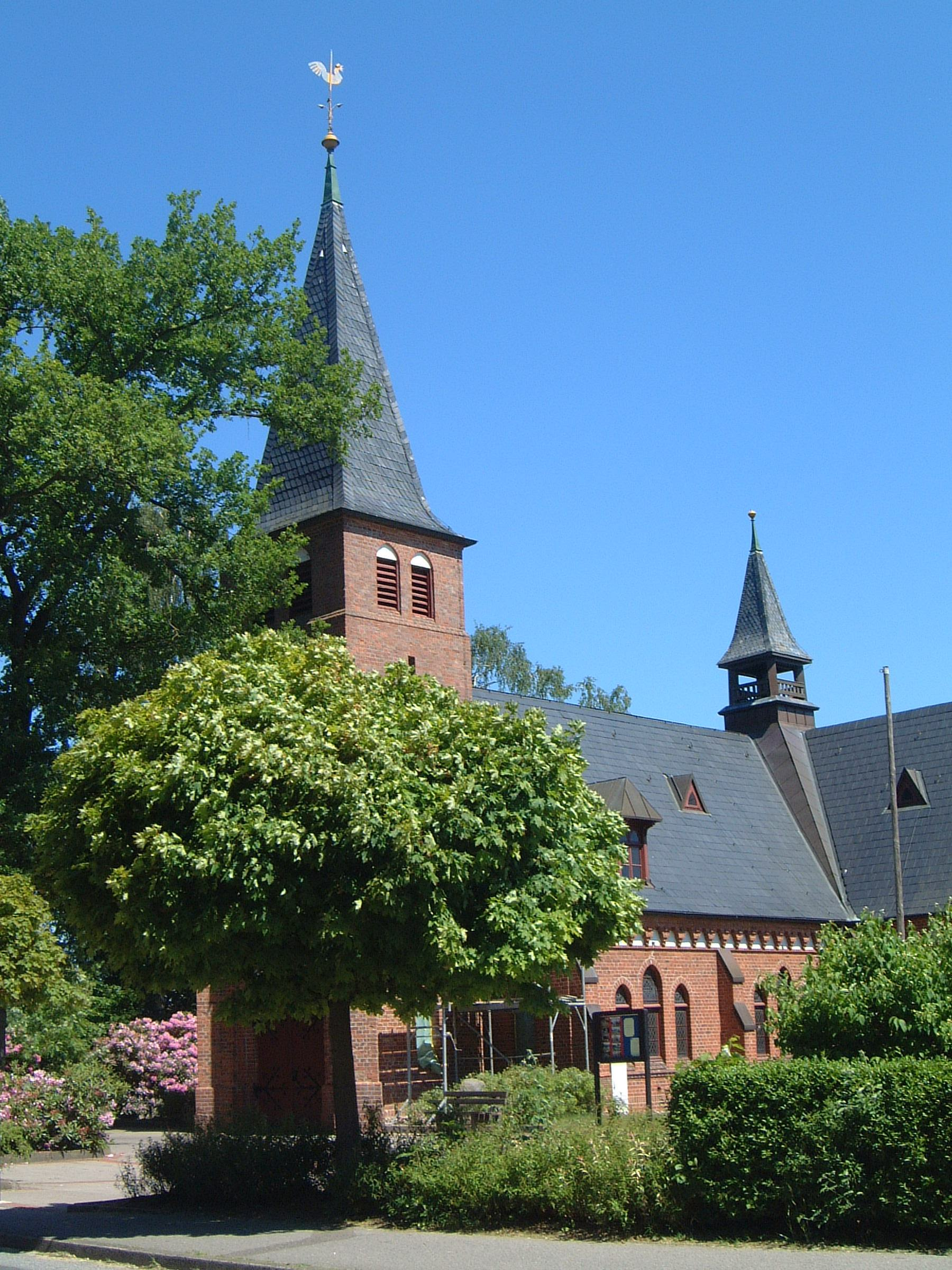
Kirchturm in Aukrug-Innien
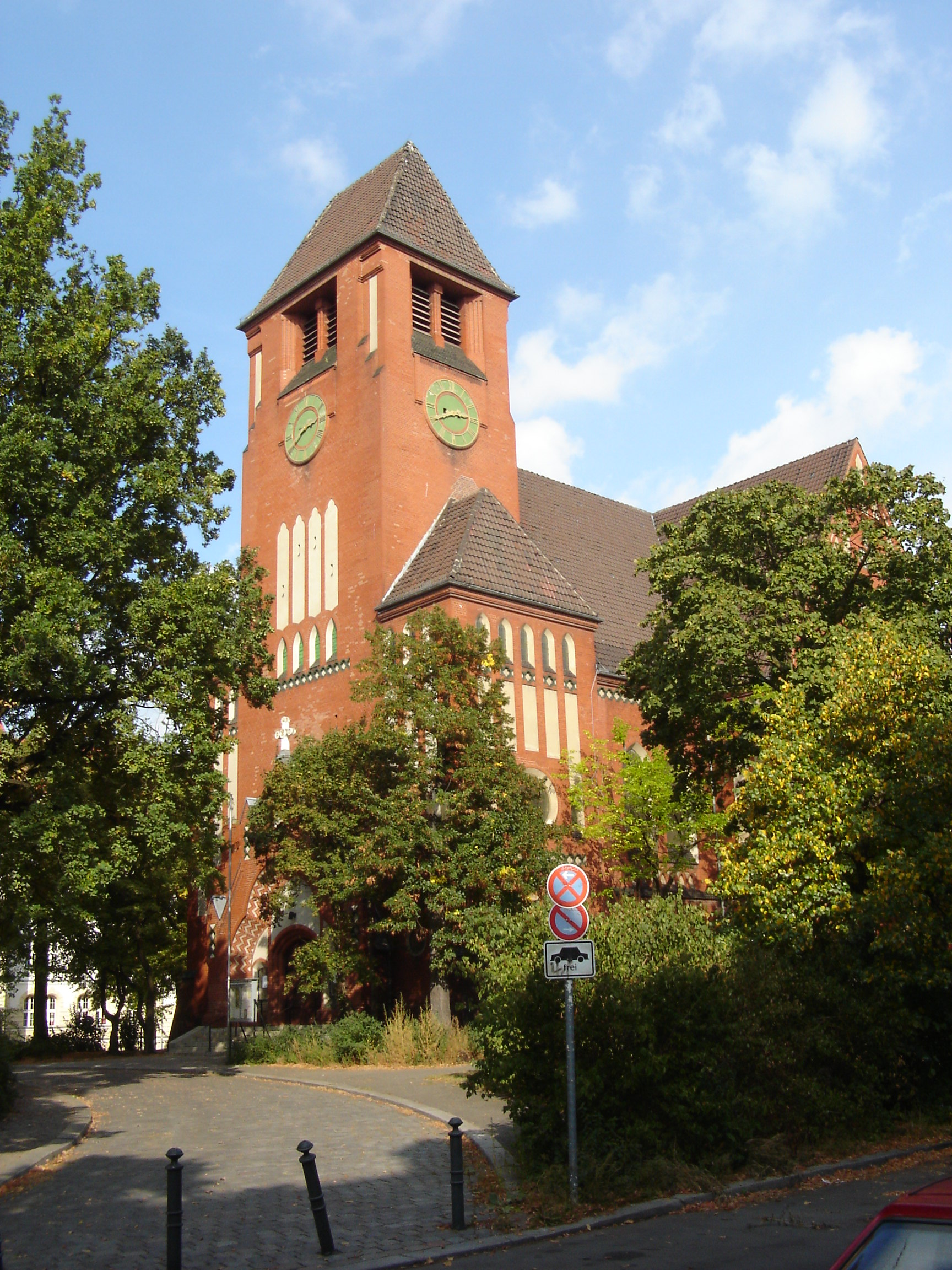
Nathanaelkirche in Berlin
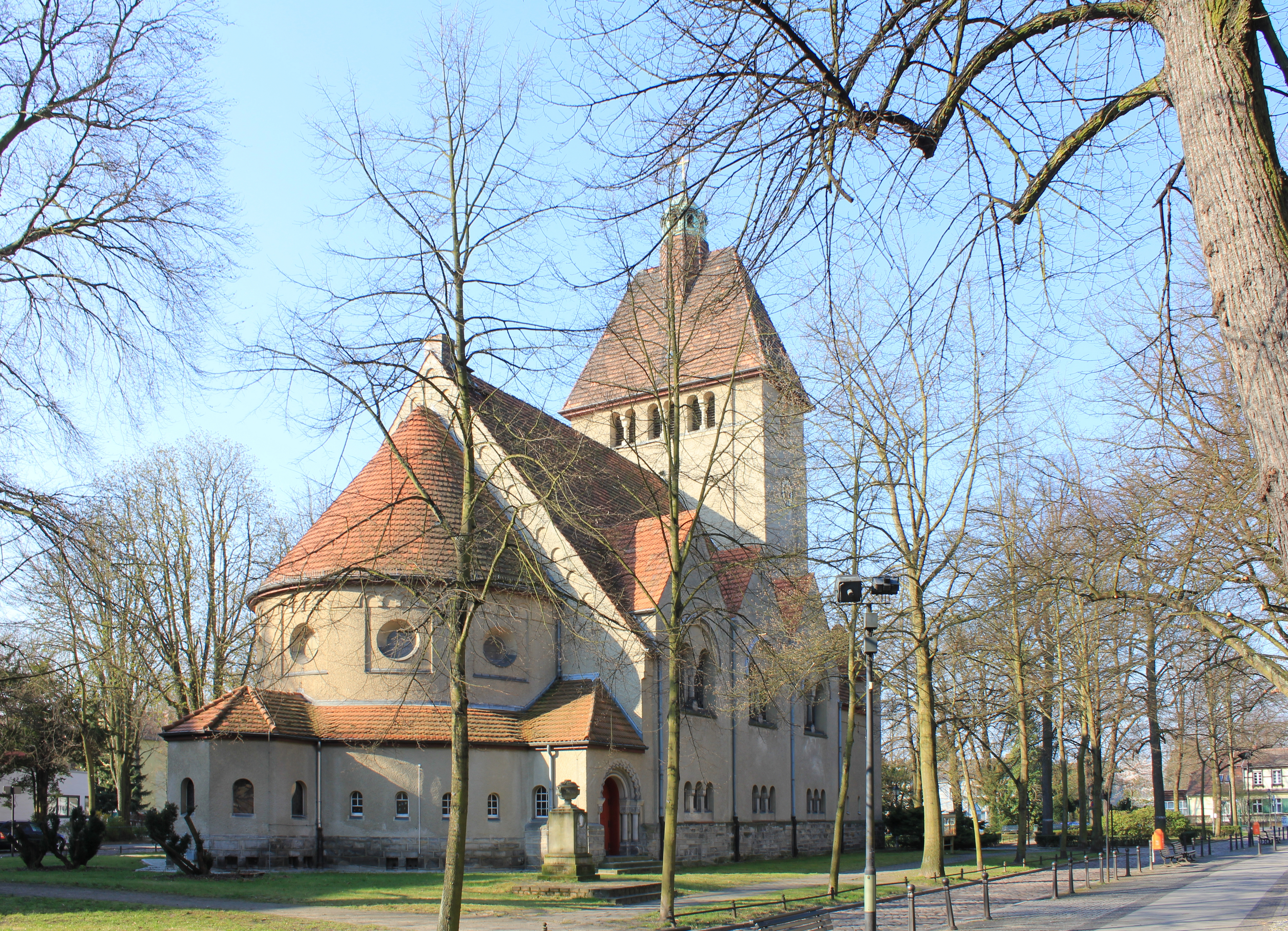
Evangelische Kirche Alt-Tegel in Berlin
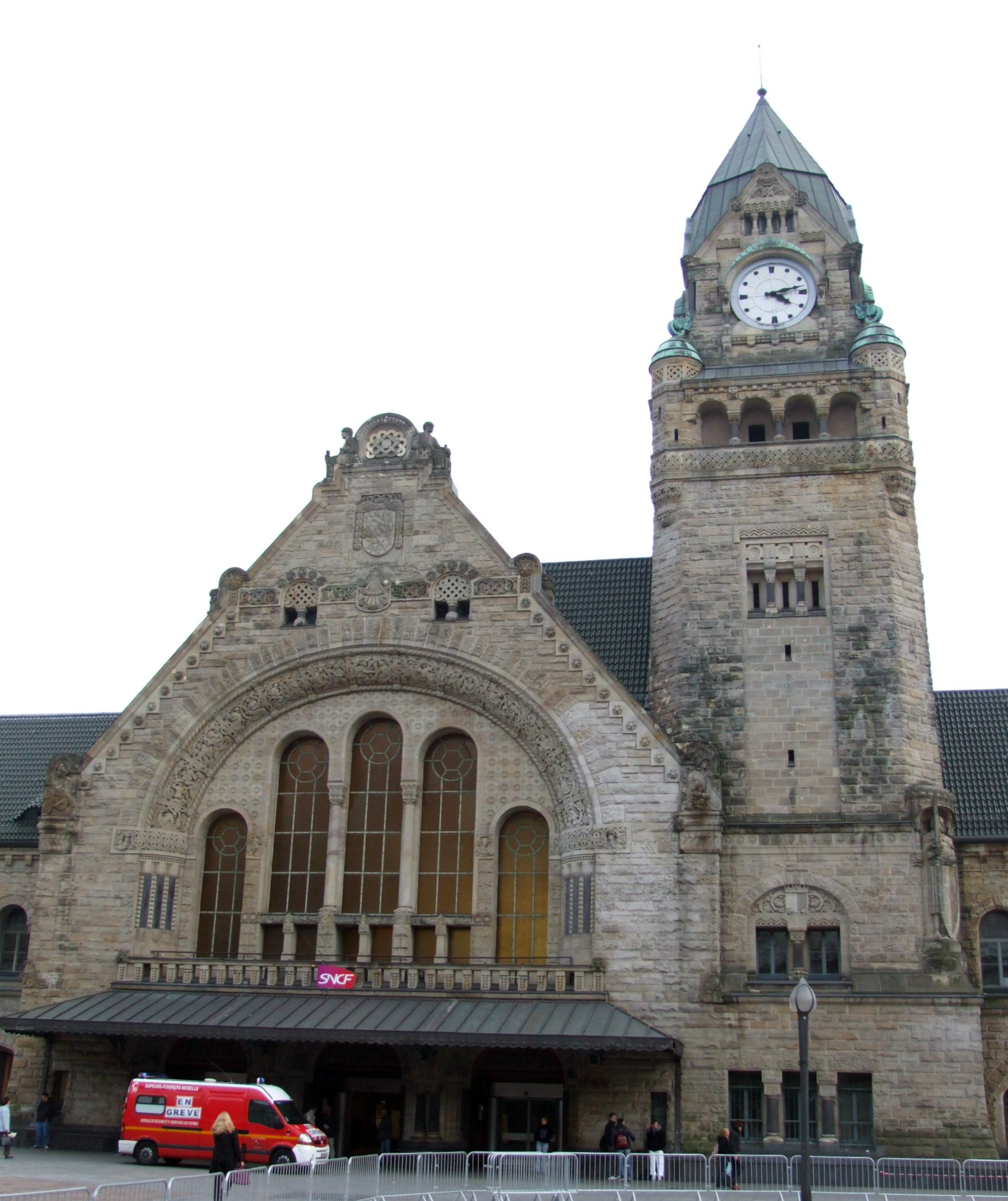
Bahnhof in Metz